# 千禧經典台電視劇集列表 (2024年)
本列表列出2024年由香港myTV SUPER千禧經典台所播放的節目。

## 往年節目
點指賊賊賊捉賊、人生馬戲團、談談情·練練武、烈火雄心、烈火雄心II、烈火雄心3、公主嫁到、愛回家之開心速遞、蔡鍔與小鳳仙、天子尋龍、識法代言人、法外風雲、雪山飛狐、酒是故鄉醇、愛我請留言、愛情來的時候 新加坡、韓國、碧血劍、秀才遇著兵、天眼、我瞞結婚了、十月初五的月光、心花放、情牽百子櫃、味想天開、七姊妹、甜言蜜語、神鵰俠侶、千謊百計、射鵰英雄傳、7日羅曼史、賭場風雲、蓋世孖寶、潮拜武當、鹿鼎記、難兄難弟、難兄難弟之神探李奇、賭城群英會、布袋和尚、射鵰英雄傳之南帝北丐、乘勝狙擊、倚天屠龍記、強劍、流氓皇帝、荷里活有個大老千、大唐雙龍傳、妙手仁心、青出於藍、不速之約、大帥哥、一切從失蹤開始、人間蒸發、花花世界花家姐、妙手仁心II、致命復活、再生緣、蘭花劫、雲海玉弓緣、翻生武林、談情說案、果欄中的江湖大嫂、少年四大名捕、不懂撒嬌的女人、天機算、妙手仁心III、摘星之旅、足秤老婆八両夫、平安谷之詭谷傳說、九江十二坊、我的如意狼君、警犬巴打、無雙譜、護花危情、十兄弟、西遊記、天幕下的戀人、好心作怪、搜神傳、東西宮略、牛郎織女、EU超時任務、西遊記（貳）、再戰明天、人龍傳說、兄弟、騎呢大狀、與敵同行、蒲松齡、胭脂水粉